# Route nationale 252
Pour les articles homonymes, voir Route 252.
La route nationale 252 ou RN 252 était une route nationale française, située à Blois, reliant le carrefour de Verdun à l'échangeur 17 de l'A10. C'est une antenne de la RN 152. Une partie de la RN 252 fait partie de l'axe nord-sud de contournement de Blois. En 2006, la RN 252 a été déclassée en RD 952a.